# Discographie de GFriend
 (janvier 2025).
La mise en forme du texte ne suit pas les recommandations de Wikipédia : il faut le « wikifier ».
Les points d'amélioration suivants sont les cas les plus fréquents. Le détail des points à revoir est peut-être précisé sur la page de discussion.
- Les titres sont pré-formatés par le logiciel. Ils ne sont ni en capitales, ni en gras.
- Le texte ne doit pas être écrit en capitales (les noms de famille non plus), ni en gras, ni en italique, ni en « petit »…
- Le gras n'est utilisé que pour surligner le titre de l'article dans l'introduction, une seule fois.
- L'italique est rarement utilisé : mots en langue étrangère, titres d'œuvres, noms de bateaux, etc.
- Les citations ne sont pas en italique mais en corps de texte normal. Elles sont entourées par des guillemets français : « et ».
- Les listes à puces sont à éviter, des paragraphes rédigés étant largement préférés. Les tableaux sont à réserver à la présentation de données structurées (résultats, etc.).
- Les appels de note de bas de page (petits chiffres en exposant, introduits par l'outil «  Source ») sont à placer entre la fin de phrase et le point final[comme ça].
- Les liens internes (vers d'autres articles de Wikipédia) sont à choisir avec parcimonie. Créez des liens vers des articles approfondissant le sujet. Les termes génériques sans rapport avec le sujet sont à éviter, ainsi que les répétitions de liens vers un même terme.
- Les liens externes sont à placer uniquement dans une section « Liens externes », à la fin de l'article. Ces liens sont à choisir avec parcimonie suivant les règles définies. Si un lien sert de source à l'article, son insertion dans le texte est à faire par les notes de bas de page.
- La présentation des références doit suivre les conventions bibliographiques. Il est recommandé d'utiliser les modèles {{Ouvrage}}, {{Chapitre}}, {{Article}}, {{Lien web}} et/ou {{Bibliographie}}. Le mode d'édition visuel peut mettre en forme automatiquement les références.
- Insérer une infobox (cadre d'informations à droite) n'est pas obligatoire pour parachever la mise en page.

Pour une aide détaillée, merci de consulter Aide:Wikification.
Si vous pensez que ces points ont été résolus, vous pouvez retirer ce bandeau et améliorer la mise en forme d'un autre article.
La discographie du girl group sud-coréen GFriend est composée de quatre albums studio, de dix mini-albums (EP) dont un réédité, d'une compilation japonaise, et de vingt singles.
GFriend, composé de Sowon, Yerin, Eunha, Yuju, SinB, et Umji, commence sa carrière en 2015 sous Source Music avec la sortie de son premier mini-album intitulé Season of Glass, mené par la chanson phare Glass Bead. Bien que le groupe soit issu d'un petit label, il fera des débuts remarqués et Glass Bead atteindra la 25e place du classement hebdomadaire national coréen, le Gaon Digital Chart,.
Durant l'été 2015, GFriend sort son second mini-album Flower Bud avec comme titre principal Me Gustas Tu. Ce titre sera considéré comme la première chanson à succès du groupe. Sa prise de popularité étant dû à une performance du groupe sur ce titre qui a été viral sur les réseaux sociaux. La chanson atteindra la 8e place du classement hebdomadaire du Gaon Digital Chart.
Enfin, GFriend atteint son apogée avec son titre Rough, issu de son mini-album Snowflake qui se classera numéro 1 sur les différentes plateformes de distribution musicale sud-coréenne.  La chanson atteindra la 1er place du classement hebdomadaire du Gaon Digital Chart. Elle sera également classée à la 3e place au classement annuel de 2016.

## Discographie coréenne

### Albums studio
| Année                                                                             | Titre              | Détails                                                          | Classements | Classements | Classements | Ventes               |
| Année                                                                             | Titre              | Détails                                                          | COR         | JAP         | USA World   | Ventes               |
| --------------------------------------------------------------------------------- | ------------------ | ---------------------------------------------------------------- | ----------- | ----------- | ----------- | -------------------- |
| 2016                                                                              | LOL                | - Date de sortie : 11 juillet 2016 - Label : Source Music        | 3           | —           | 7           | COR : plus de 74 900 |
| 2019                                                                              | Time for Us        | - Date de sortie : 14 janvier 2019 - Label : Source Music        | 2           | —           | 12          | COR : plus de 96 000 |
| 2020                                                                              | 回:Walpurgis Night | - Date de sortie : 9 novembre 2020 - Label : Source Music (HYBE) | 3           | —           | —           | COR : plus de 67 900 |
| "—" indique que l'album ne s'est pas classé ou n'est pas sorti dans cette région. |                    |                                                                  |             |             |             |                      |

### Mini-albums (EP)
| Année                                                                             | Titre                        | Détails                                                          | Classements | Classements | Classements | Ventes               |
| Année                                                                             | Titre                        | Détails                                                          | COR         | JAP         | USA World   | Ventes               |
| --------------------------------------------------------------------------------- | ---------------------------- | ---------------------------------------------------------------- | ----------- | ----------- | ----------- | -------------------- |
| 2015                                                                              | Season of Glass              | - Date de sortie : 15 janvier 2015 - Label : Source Music        | 9           | —           | —           | COR : plus de 21 800 |
| 2015                                                                              | Flower Bud                   | - Date de sortie : 23 juillet 2015 - Label : Source Music        | 6           | —           | —           | COR : plus de 28 200 |
| 2016                                                                              | Snowflake                    | - Date de sortie : 25 janvier 2016 - Label : Source Music        | 2           | —           | 10          | COR : plus de 40 400 |
| 2017                                                                              | The Awakening                | - Date de sortie : 6 mars 2017 - Label : Source Music            | 1           | —           | 5           | COR : plus de 75 300 |
| 2017                                                                              | Parallel                     | - Date de sortie : 1er août 2017 - Label : Source Music          | 3           | —           | 10          | COR : plus de 62 700 |
| 2017                                                                              | Rainbow (Parallel Repackage) | - Date de sortie : 13 septembre 2017 - Label : Source Music      | 2           | —           | —           | COR : plus de 40 800 |
| 2018                                                                              | Time for the Moon Night      | - Date de sortie : 30 avril 2018 - Label : Source Music          | 1           | —           | 6           | COR : plus de 85 800 |
| 2018                                                                              | Sunny Summer                 | - Date de sortie : 19 juillet 2018 - Label : Source Music        | 2           | —           | 13          | COR : plus de 56 400 |
| 2019                                                                              | Fever Season                 | - Date de sortie : 1er juillet 2019 - Label : Source Music       | 1           | —           | 10          | COR : plus de 82 300 |
| 2020                                                                              | 回:Labyrinth                 | - Date de sortie : 3 février 2020 - Label : Source Music (HYBE)  | 1           | 43          | —           | COR : plus de 82 700 |
| 2020                                                                              | 回:Song of the Sirens        | - Date de sortie : 13 juillet 2020 - Label : Source Music (HYBE) | 3           | 42          | —           | COR : plus de 90 200 |
| "—" indique que l'album ne s'est pas classé ou n'est pas sorti dans cette région. |                              |                                                                  |             |             |             |                      |

### Single album
| Année | Titre              | Détails                                                          | Classement | Ventes               |
| Année | Titre              | Détails                                                          | COR        | Ventes               |
| ----- | ------------------ | ---------------------------------------------------------------- | ---------- | -------------------- |
| 2025  | Season of Memories | - Date de sortie : 13 janvier 2025 - Label : Source Music (HYBE) | 3          | COR : plus de 90 000 |

## Discographie japonaise

### Album studio
| Année | Titre         | Détails                                                    | Classement | Ventes              |
| Année | Titre         | Détails                                                    | JAP        | Ventes              |
| ----- | ------------- | ---------------------------------------------------------- | ---------- | ------------------- |
| 2019  | Fallin' Light | - Date de sortie : 13 novembre 2019 - Label : King Records | 7          | JAP : plus de 6 700 |

### Compilation
| Année | Titre                    | Détails                                               | Classement | Ventes               |
| Année | Titre                    | Détails                                               | JAP        | Ventes               |
| ----- | ------------------------ | ----------------------------------------------------- | ---------- | -------------------- |
| 2018  | Kyō Kara Watashitachi wa | - Date de sortie : 23 mai 2018 - Label : King Records | 10         | JAP : plus de 14 100 |

## Singles
| Année                                                                               | Titre                                        | Meilleures positions | Meilleures positions | Meilleures positions | Album                    |
| Année                                                                               | Titre                                        | COR                  | JAP                  | USA World            | Album                    |
| Coréens                                                                             | Coréens                                      | Coréens              | Coréens              | Coréens              | Coréens                  |
| ----------------------------------------------------------------------------------- | -------------------------------------------- | -------------------- | -------------------- | -------------------- | ------------------------ |
| 2015                                                                                | Glass Bead (유리구슬)                        | 25                   | —                    | —                    | Season of Glass          |
| 2015                                                                                | Me Gustas Tu (오늘부터 우리는)               | 8                    | —                    | —                    | Flower Bud               |
| 2016                                                                                | Rough (시간을 달려서)                        | 1                    | —                    | —                    | Snowflake                |
| 2016                                                                                | Navillera (너 그리고 나)                     | 1                    | —                    | 12                   | LOL                      |
| 2017                                                                                | Fingertip                                    | 2                    | —                    | 13                   | The Awakening            |
| 2017                                                                                | Love Whisper (귀를 기울이면)                 | 2                    | —                    | —                    | Parallel                 |
| 2017                                                                                | Summer Rain (여름비)                         | 11                   | —                    | —                    | Rainbow                  |
| 2018                                                                                | Time for the Moon Night (밤)                 | 2                    | —                    | 17                   | Time for the Moon Night  |
| 2018                                                                                | Sunny Summer (여름여름해)                    | 11                   | —                    | —                    | Sunny Summer             |
| 2019                                                                                | Sunrise (해야)                               | 12                   | —                    | 25                   | Time for Us              |
| 2019                                                                                | Fever (열대야)                               | 27                   | —                    | —                    | Fever Season             |
| 2020                                                                                | Crossroads (교차로)                          | 32                   | —                    | —                    | 回:Labyrinth             |
| 2020                                                                                | Apple                                        | 54                   | —                    | —                    | 回:Song of the Sirens    |
| 2020                                                                                | Mago                                         | 42                   | —                    | 16                   | 回:Walpurgis Night       |
| 2025                                                                                | Season of Memories (우리의 다정한 계절 속에) | 68                   | —                    | —                    | Season of Memories       |
| Japonais                                                                            |                                              |                      |                      |                      |                          |
| 2018                                                                                | Me Gustas Tu (Japanese Ver.)                 | —                    | —                    | —                    | Kyō Kara Watashitachi wa |
| 2018                                                                                | Memoria                                      | —                    | 13                   | —                    | Fallin' Light            |
| 2019                                                                                | Sunrise (Japanese Ver.)                      | —                    | 50                   | —                    | Fallin' Light            |
| 2019                                                                                | Flower                                       | —                    | 35                   | —                    | Fallin' Light            |
| 2019                                                                                | Fallin' Light (天使の梯子)                   | —                    | —                    | —                    | Fallin' Light            |
| "—" indique que le single ne s'est pas classé ou n’est pas sorti dans cette région. |                                              |                      |                      |                      |                          |

## Collaborations
| Année | Titre                              | Meilleures positions | Ventes (DL)          | Album        |
| Année | Titre                              | JPN                  | Ventes (DL)          | Album        |
| ----- | ---------------------------------- | -------------------- | -------------------- | ------------ |
| 2019  | "Oh Difficult" (avec Sonar Pocket) | 13                   | - JPN : 3 908 (Phy.) | Oh Difficult |

## Autres chansons classées
| Année                                                                              | Titre                     | Meilleures positions | Meilleures positions | Ventes (DL)    | Album                 |
| Année                                                                              | Titre                     | COR                  | COR Hot              | Ventes (DL)    | Album                 |
| ---------------------------------------------------------------------------------- | ------------------------- | -------------------- | -------------------- | -------------- | --------------------- |
| 2016                                                                               | "Luv Star"                | 52                   | NC                   | - COR : 72,598 | Snowflake             |
| 2016                                                                               | "Trust"                   | 53                   | NC                   | - COR : 51 466 | Snowflake             |
| 2016                                                                               | "Say My Name"             | 72                   | NC                   | - COR : 51 728 | Snowflake             |
| 2016                                                                               | "Someday"                 | 75                   | NC                   | - COR : 40 563 | Snowflake             |
| 2016                                                                               | "Fall in Love"            | 55                   | NC                   | - COR : 55 037 | LOL                   |
| 2016                                                                               | "LOL"                     | 80                   | NC                   | - COR : 43 237 | LOL                   |
| 2016                                                                               | "Mermaid"                 | 83                   | NC                   | - COR : 40 432 | LOL                   |
| 2016                                                                               | "Gone with the Wind"      | 87                   | NC                   | - COR : 42 950 | LOL                   |
| 2017                                                                               | "Hear The Wind Sing"      | 34                   | NC                   | - COR : 41 809 | The Awakening         |
| 2017                                                                               | "Rain In The Spring Time" | 94                   | NC                   | - COR : 21 003 | The Awakening         |
| 2017                                                                               | "Please Save My Earth"    | 99                   | NC                   | - COR : 20 156 | The Awakening         |
| 2017                                                                               | "One Half"                | 52                   | —                    | - COR : 36 196 | Parallel              |
| 2017                                                                               | "Ave Maria"               | 72                   | —                    | - COR : 31 212 | Parallel              |
| 2017                                                                               | "Rainbow"                 | 86                   | —                    | - COR : 21 688 | Rainbow               |
| 2020                                                                               | "Labyrinth"               | —                    | 99                   | NC             | 回:Labyrinth          |
| 2020                                                                               | "Eclipse"                 | —                    | 86                   | NC             | 回:Labyrinth          |
| 2020                                                                               | "Eye of the Storm"        | —                    | 92                   | NC             | 回:Song of the Sirens |
| "—" signifie que l'album ne s'est pas classé ou n'est pas sorti dans cette région. |                           |                      |                      |                |                       |

## Clips vidéo
| Année | Titre                              | Directeur(s)           | Réf.   |
| ----- | ---------------------------------- | ---------------------- | ------ |
| 2015  | "Glass Bead"                       | Hong Won-ki (Zanybros) | [ 38 ] |
| 2015  | "Me Gustas Tu"                     | Hong Won-ki (Zanybros) |        |
| 2016  | "Rough"                            | Hong Won-ki (Zanybros) | [ 39 ] |
| 2016  | "Wave"                             | Hong Won-ki (Zanybros) | [ 40 ] |
| 2016  | "Navillera"                        | Oui Kim (GDW)          | [ 41 ] |
| 2017  | "Fingertip"                        | Hong Won-ki (Zanybros) | [ 42 ] |
| 2017  | "Love Whisper"                     | Hong Won-ki (Zanybros) | [ 43 ] |
| 2017  | "Summer Rain"                      | Hong Won-ki (Zanybros) | [ 44 ] |
| 2018  | "Time for the Moon Night"          | Edie Ko                | [ 45 ] |
| 2018  | "Me Gustas Tu (version japonaise)" | Hong Won-ki (Zanybros) |        |
| 2018  | "Sunny Summer"                     | Edie Ko                | [ 46 ] |
| 2018  | "Memoria"                          | Hong Won-ki (Zanybros) | [ 47 ] |
| 2019  | "Sunrise"                          | Vikings League         | [ 48 ] |
| 2019  | "Sunrise (version japonaise)"      | Vikings League         | [ 48 ] |
| 2019  | "Flower"                           | Hong Won-ki (Zanybros) |        |
| 2019  | "Fever"                            | Hong Won-ki (Zanybros) | [ 49 ] |
| 2019  | "Fallin' Light"                    | Zanybros               | [ 50 ] |
| 2020  | "Crossroads"                       | Edie Ko                | [ 51 ] |
| 2020  | "Apple"                            | Guzza (Lumpens)        | [ 52 ] |
| 2020  | "Mago"                             | Guzza (Lumpens)        |        |